# Puerto Varas
Puerto Varas es una ciudad y comuna de la zona sur de Chile, ubicada en la provincia de Llanquihue (región de Los Lagos) perteneciente al Área Urbana de Puerto Montt, en conjunto con la comuna homónima y la comuna de Llanquihue. Fue creada a partir de la colonización alemana con inmigrantes que se asentaron a orillas del lago Llanquihue entre los años 1852 y 1853.
Según el censo de 2024 cuenta con una población de 50 699 habitantes. Puerto Varas se ha destacado históricamente tanto por su relación con el turismo, como por la influencia alemana en la cultura local.

## Historia

### Fundación

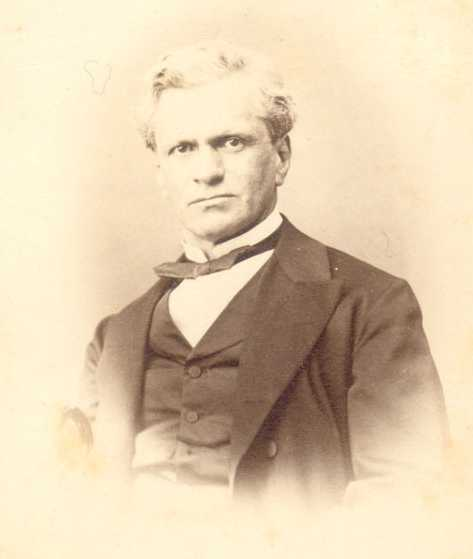
Antonio Varas, ministro en honor del que se bautizó Puerto Varas.

La fundación de Puerto Varas forma parte de la llamada colonización de Llanquihue, y se remonta al año 1853, cuando series de acciones gubernamentales llevadas a cabo por el Gobierno, pretendían incorporar territorios deshabitados de la zona sur al resto del país.
Al ser creado el territorio de colonización, por Decreto Supremo emanado por el Ministerio de Interior con fecha 27 de junio de 1853, se comienza con un paulatino poblamiento de la cuenca del lago Llanquihue con inmigrantes venidos principalmente de Alemania. Los primeros 212 colonos alemanes que llegaron a la futura Puerto Varas arribaron a fines de 1853, en el sector de La Fábrica lugar donde terminaba el camino desde Melipulli, futuro Puerto Montt. En este lugar se ubicaron las familias Bittner, Von Bischofshausen, Gebauer, Nettig, Schminke y posteriormente Klenner, Vyhmeister, Schwabe, Leichtle, Luckeheide y Minte, entre otras. El camino no tardó en llegar a otro sector a orillas del lago, donde se levantó un albergue fiscal y una pequeña embarcación, con la que se transportaba a los colonos hasta los terrenos que se les había asignado (el futuro Puerto Chico). 
El 6 de julio de 1859, se delimitaron las subdelegaciones y distritos en que se dividió el territorio de Llanquihue. El distrito N.° 1 de la 2.ª de subdelegación La Laguna recibió el nombre de Puerto Varas, en honor del entonces ministro del Interior, Antonio Varas.
Puerto Varas progresó hasta el punto de contar a fines del siglo XIX se solicitó al Gobierno el reconocimiento del Título de Villa, que le fue concedido mediante el decreto N°4838, el 30 de octubre de 1897.

### SigloXX

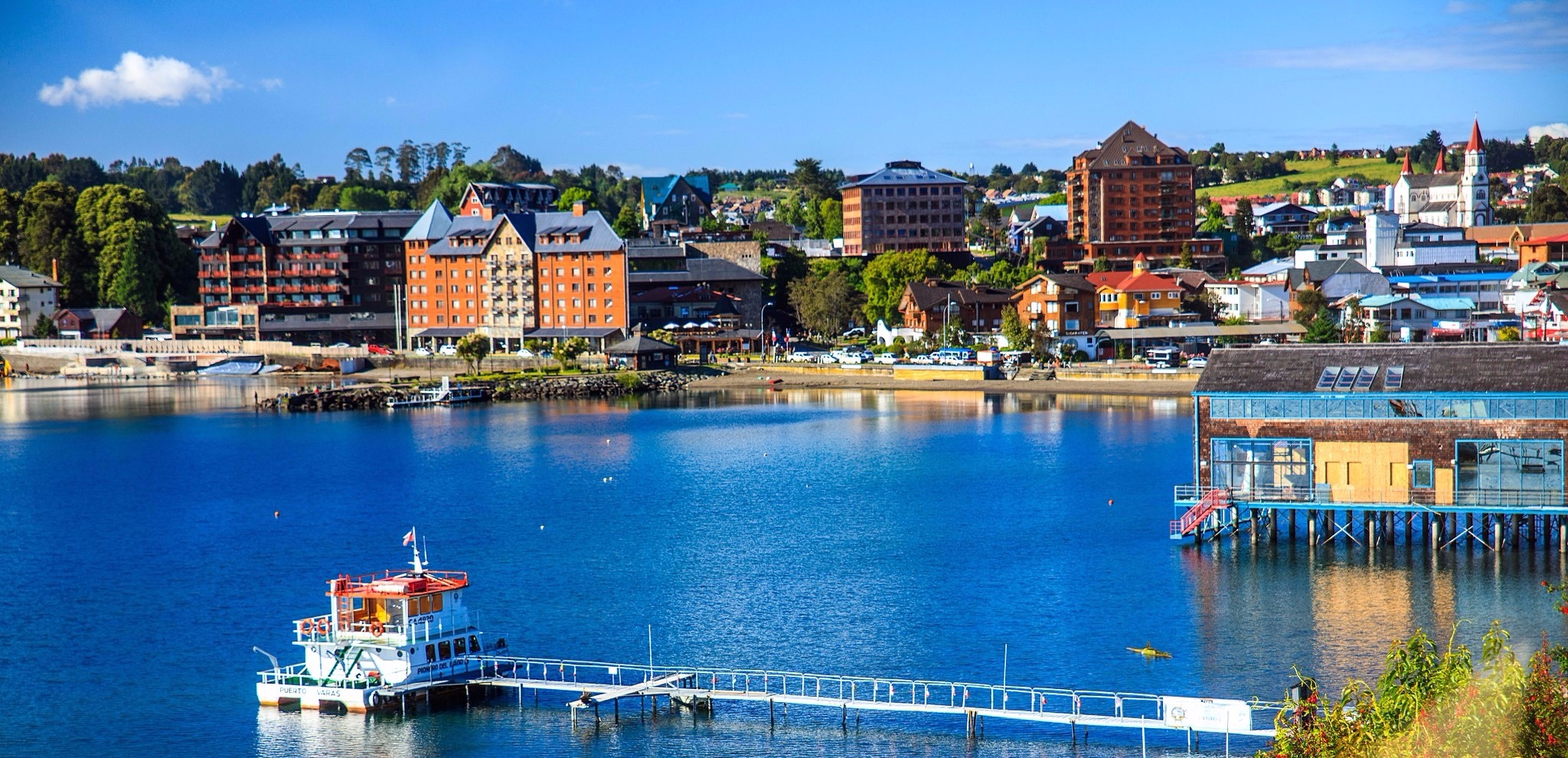
Puerto Varas desde el poniente

La comuna como tal fue creada oficialmente el 30 de diciembre de 1925 por decreto N°8583 del Ministerio del Interior, el que dividió el territorio nacional en provincias, departamentos y comunas.
Otro hecho importante para la comuna fue la construcción de la Carretera Panamericana que conecta a la zona con el resto del país en el año 1960 y la construcción de caminos periféricos al lago que comunican los diversos centros poblados ubicados en sus riberas, trayendo como consecuencia el decaimiento del transporte lacustre, con lo que hoy en día constituye uno de los pilares de desarrollo más importante de la comuna. Es por esto que hoy es conocida como una de las ciudades que ha logrado mayor auge, a pesar de tener cimientos parecidos a los adyacentes, presenta un avance jamás antes imaginado en una ciudad pequeña, en comparación con grandes urbes.

#### Tornado de 2025
El 25 de mayo de 2025, un inusual tornado categoría EF-1 impactó la ciudad de Puerto Varas, dejando más de 100 viviendas afectadas, daños en infraestructura eléctrica y una persona herida. El fenómeno, calificado como extremo para la zona, fue atribuido a condiciones atmosféricas inusuales y generó una respuesta de emergencia por parte de autoridades locales y regionales.

## Geografía

### Geomorfología
La comuna de Puerto Varas se encuentra emplazada en las unidades geomorfológicas de Llano central con morrenas y conos, Cordillera volcánica activa, Precordillera morrénica y lagos de barrera morrénica.

### Clima

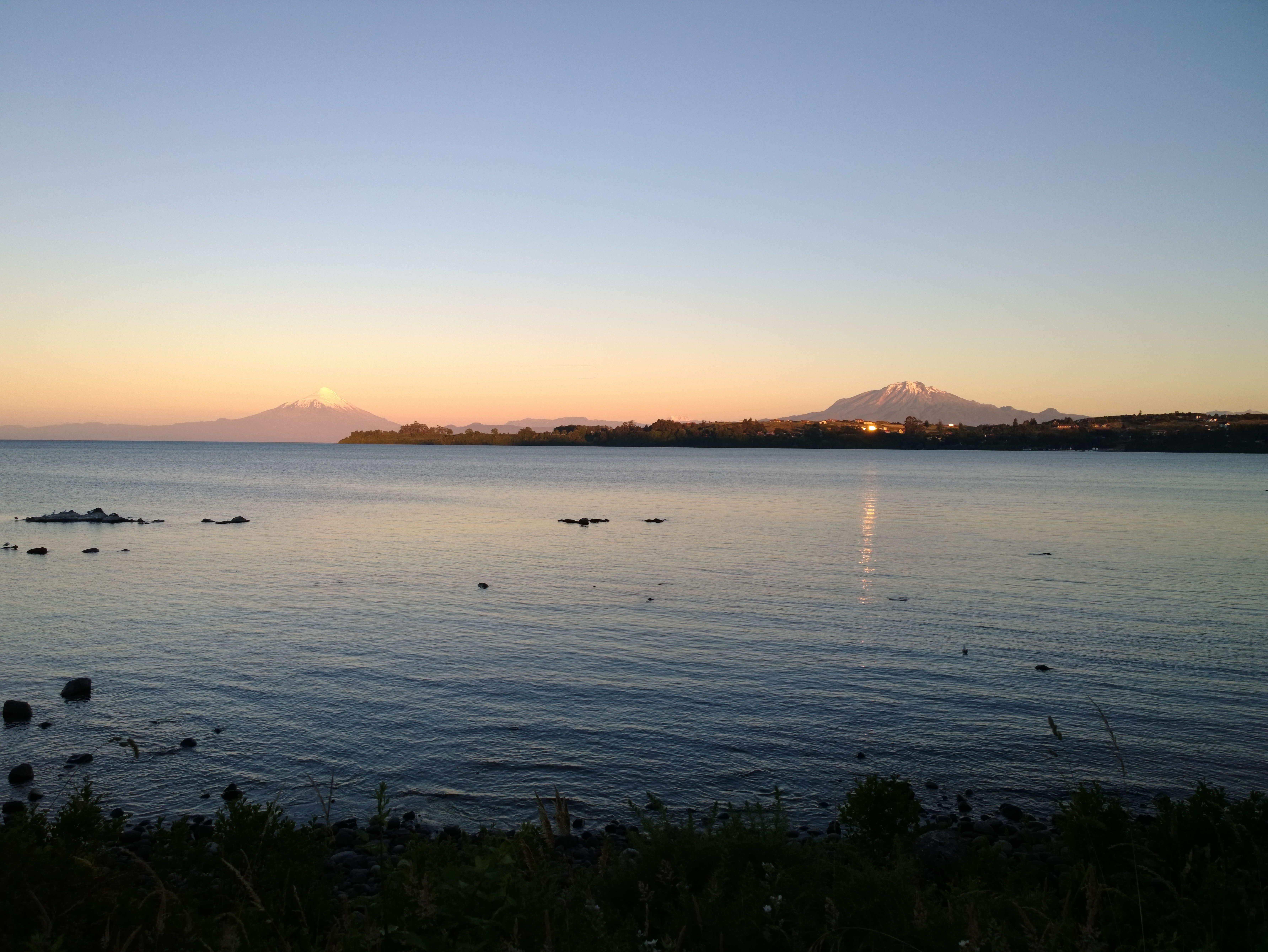
Los volcanes Osorno y Calbuco y el lago Llanquihue vistos desde la costanera de Puerto Varas

presenta según la clasificación climática de Köppen clima de tundra (ET), clima de tundra de lluvia invernal (ET (s)), clima mediterráneo frío de lluvia invernal (Csc), clima templado lluvioso (Cfb), clima templado lluvioso con leve sequedad estival (Cfb (s)), clima templado lluvioso con leve sequedad estival e influencia costera (Cfb (s) (i)), clima templado lluvioso e influencia costera (Cfb (i)), clima templado lluvioso frío (Cfc) y clima templado lluvioso frío con leve sequedad estival (Cfc (s)). Las precipitaciones se producen durante todo el año, y son más intensas en el invierno y sobre todo primavera del hemisferio sur. Si bien en invierno hay más días de lluvia, estas son menos intensas y van acompañadas de vientos norte y noroeste. En primavera se producen las más intensas y violentas precipitaciones del año, sin embargo estas son de más corta duración que las invernales. Las precipitaciones invernales son por lo general líquidas, produciéndose algunos años granizadas leves o nevadas, como en julio de 2015.
Si bien el verano es suave con máximas que rara vez superan los 30 °C, en ocasiones se pueden producir temperaturas cercanas a 35 °C. En invierno a su vez, las máximas oscilan normalmente debajo de los 9 °C durante junio y julio, produciendo en ocasiones máximas cercanas a los 0;°C, las más comunes están entre 9;°C y 6 °C. Las mínimas varían según la estación, en verano pueden estar entre 8 y 12 °C. A su vez las mínimas invernales varían normalmente entre 5 y -5;°C como normal, produciéndose algunas ocasiones con mínimas cercanas a -8 o -10;°C. La temperatura promedio anual es inferior a 12;°C, siendo la de enero de 18;°C y en invierno en julio cercana a 5;°C. El viento es un factor muy importante en la definición del clima de la ciudad y de la región, ya que la sensación térmica en invernal puede llegar fácilmente a valores cercanos a 0;°C en muchísimas ocasiones.

### Hidrología
La comuna se halla entre las cuencas hidrográficas de Cuencas e islas entre río Bueno y río Puelo, río Bueno y río Puelo.
Además, la comuna posee diversos cuerpos de agua, entre los que se destacan el lago Cayutué, lago Llanquihue y lago Todos Los Santos, laguna Patas, laguna Pichilaguna y laguna San Antonio; y río Aguada, río Aguas Turbias, río Alerces, río Blanco, río Blanco Chico, río Bravo, río Cachimba, río Camahueto o Tempe, río Caracol, río Chepa, río Colegual, río Colorado, río Conchas, río de la Esperanza, río del Este, río del Norte, río Derrumbes, río El León, río El Salto, río Escape, río Frutillar, río Huenuhuenu, río La Cumbre, río La Pasión, río Las Marcas, río Las Quemas, río León, río Los Cuarteles, río Los Patos, río Maullín, río Negro, río Oscuro, río Oyarzo, río Patas, río Pescado, río Petrohue, río Peulla, río Plata, río Puntiagudo, río Quitacalzones, río Reloncavi, río Rollizo, río San Antonio, río Sur, río Tepu, río Toro, río Tronador, río Venado y río Vuriloche.

## Medio ambiente

Trazado simplificado de los ecosistemas y cuerpos de agua presentes en la comuna de Puerto Varas.

### Componentes bióticos
Dentro del territorio de la comuna se pueden hallar los siguientes ecosistemas:
- Bosque caducifolio templado andino donde predominan Nothofagus pumilio y Drimys andina (Vulnerable)
- Bosque caducifolio templado andino donde predominan Nothofagus pumilio y Ribes cucullatum (Preocupación menor)
- Bosque laurifolio templado interior donde predominan Nothofagus dombeyi y Eucryphia cordifolia (Preocupación menor)
- Bosque resinoso templado andino donde predomina Fitzroya cupressoides (Casi amenazado)
- Bosque siempreverde templado andino donde predominan Nothofagus dombeyi y Saxegothaea conspicua (Casi amenazado)
- Bosque siempreverde templado interior donde predominan Nothofagus nitida y Podocarpus nubigenus (Preocupación menor)
- Matorral bajo templado andino donde predominan Adesmia longipes y Senecio bipontinii (Vulnerable)
- Zonas geográficas hinóspitas sin vegetación (Sin información)

### Medidas de protección ambiental y conflictos socioambientales
Hasta 2022, la comuna de Puerto Varas cuenta con las siguientes zonas que poseen algún nivel de protección ambiental:
- Bosques Templados Lluviosos (Reserva Biósfera)[16]
- Humedal La Marina (Humedal urbano)[17]
- Humedal La Marina Sur (Humedal urbano)[18]
- Humedal Quebrada Gramado (Humedal urbano)[19]
- Monumento Natural Lahuen Ñadi (Monumento Natural)[20]
- Parque Nacional Puyehue[21]
- Parque Nacional Vicente Pérez Rosales[22]
- Parque Romahue (Iniciativa de Conservación Privada)[23]
- Reserva Forestal Llanquihue (Reserva Forestal)[24]
- río Maullín (Sitios Ley 19.300)[25]
- Santuario de la Naturaleza Humedales del Río Maullín (Santuario de la Naturaleza)[26]

### Gestión de residuos
El Colegio Alemán comenzó el año 2009 con un programa de reciclaje escolar privado. En el marco del proyecto Red de Ciudades por el Reciclaje y la Educación Ambiental (ReCrea), existen tres puntos limpios escolares (también llamados «puntos verdes») implementados en los colegios que forman parte de la iniciativa, además de un punto limpio comunal. El punto limpio comunal que es parte de ReCrea está ubicado en el sector de estacionamientos del supermercado Líder Express, en avenida Gramado. El punto limpio, gestionado por la empresa B Triciclos, recibe 17 tipos de materiales y es el primero en la comuna con 100 % de trazabilidad. Dicho punto limpio cierra los días jueves para mantención. También existe un programa de educación ambiental que cuenta con más de 1800 estudiantes inscritos de la comuna.

## Demografía

### Centro urbanos y localidades
Localidades de la Comuna de Puerto Varas:
- Puerto Varas: capital de la comuna y localidad más poblada.
- Ensenada: poblado a orillas del lago Llanquihue, a 43 km al este de Puerto Varas, conocida por la abundancia de arbustos de murta que es utilizada en la repostería local.
- La Poza: pequeña localidad ubicada a unos 12 km al este de Puerto Varas.
- Los Riscos: pequeña localidad ubicada a unos 22 km al este de Puerto Varas.
- Nueva Braunau: poblado ubicado a 5 km al oeste de Puerto Varas.
- Petrohué: pequeña localidad ubicada dentro del parque nacional Vicente Pérez Rosales, a 59 km al este de Puerto Varas.
- Peulla: pequeño puerto lacustre en la orilla más oriental del lago Todos los Santos, cerca de la frontera con Argentina.
- Puerto Chico: nombre con que se conoce al sector oriente de la ciudad, donde la avenida Imperial se encuentra con la costanera, y continua con la ruta CH-225 hacia Ensenada. En Puerto Chico se ubica el balneario municipal.
- Puerto Rosales: pequeña localidad ubicada a unos 12 km al este de Puerto Varas.
- Ralún: ubicada en el estuario de Reloncaví, cerca de la desembocadura del río Petrohué, a 75 km de Puerto Varas y a 30 km de Ensenada.

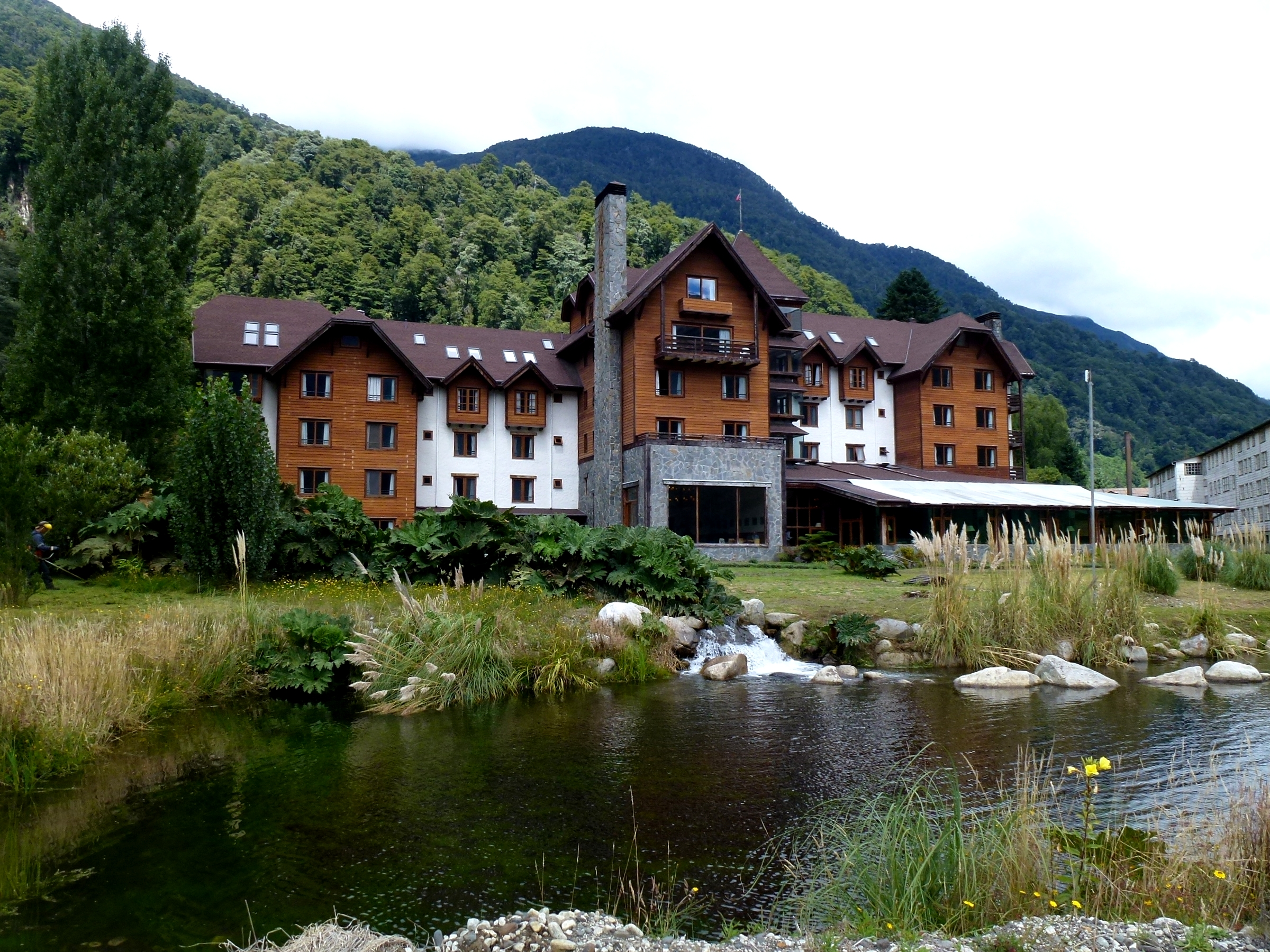
Hotel Natura Patagonia en Peulla,2014
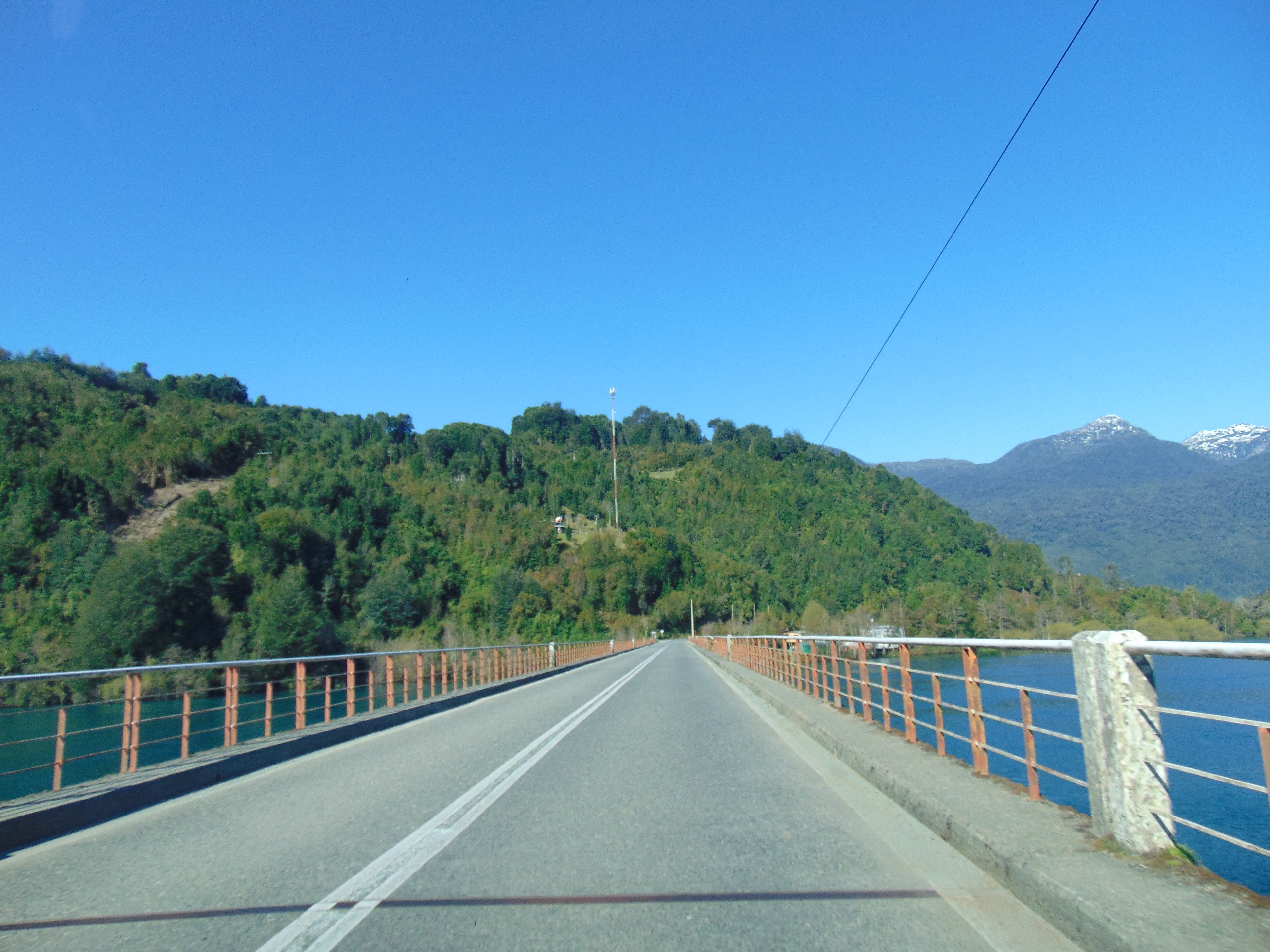
Puente Petrohué, Ralún, 2021
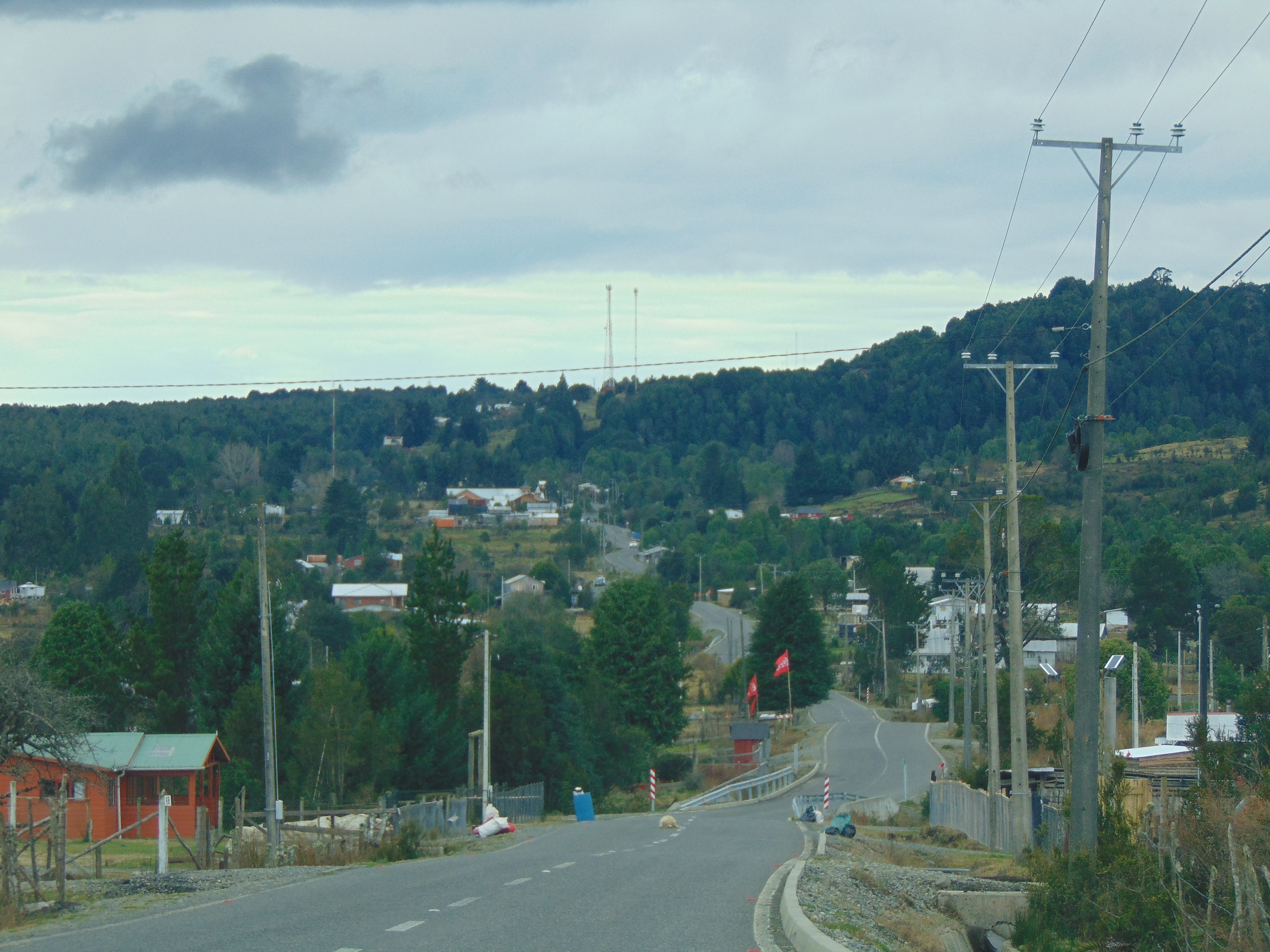
Colonia Rio Sur, 2021
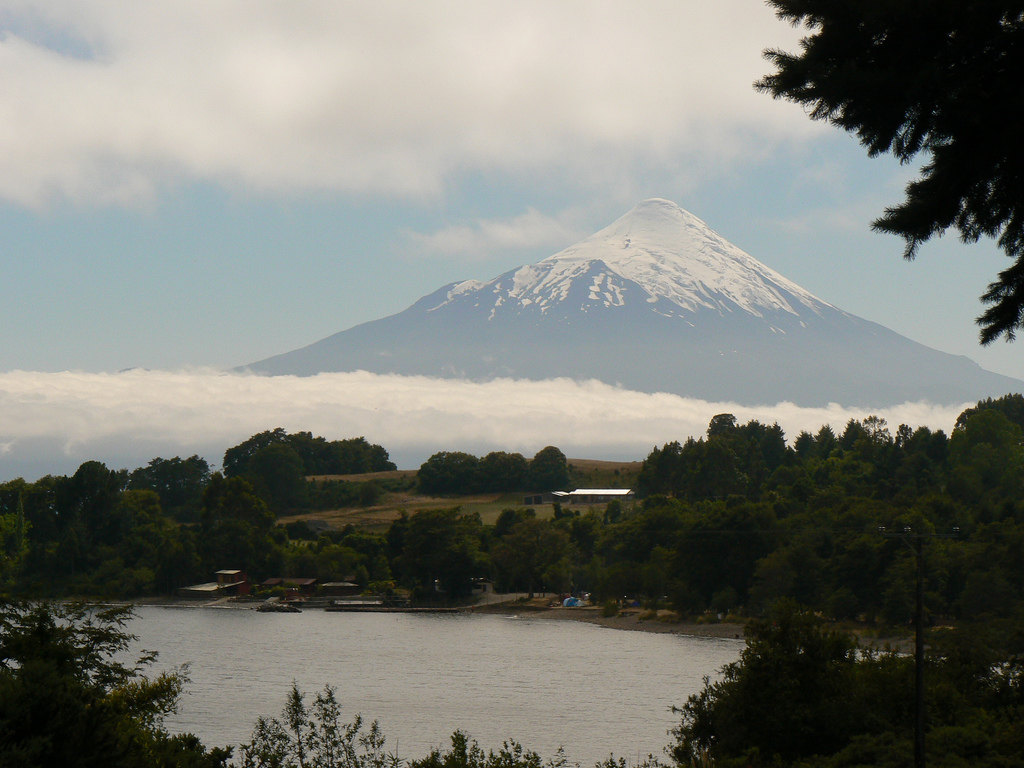
Río Pescado, 2009
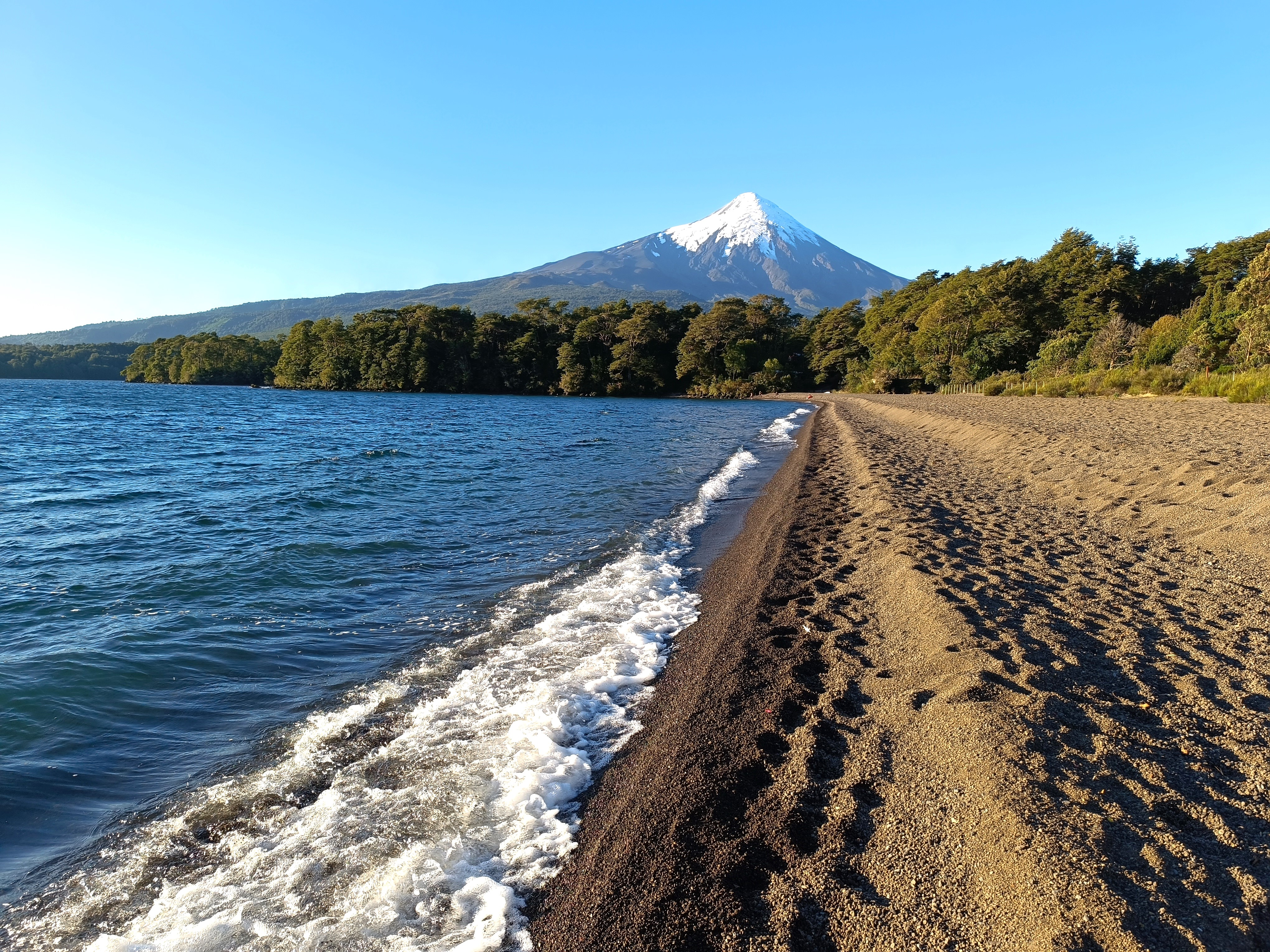
Playa de Ensenada (Chile), 2024
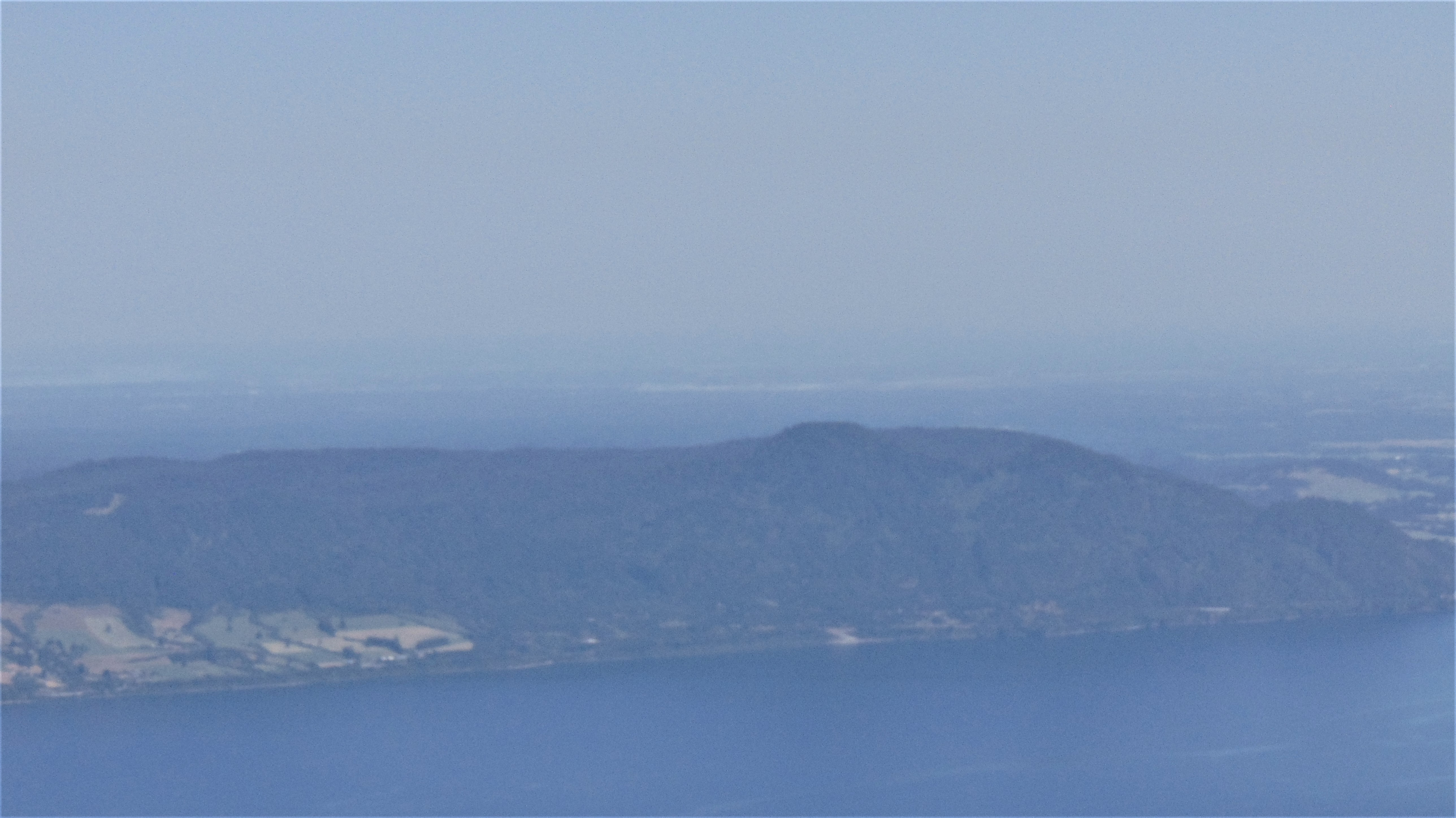
Los Riscos (Chile) desde Volcán Osorno, 2020
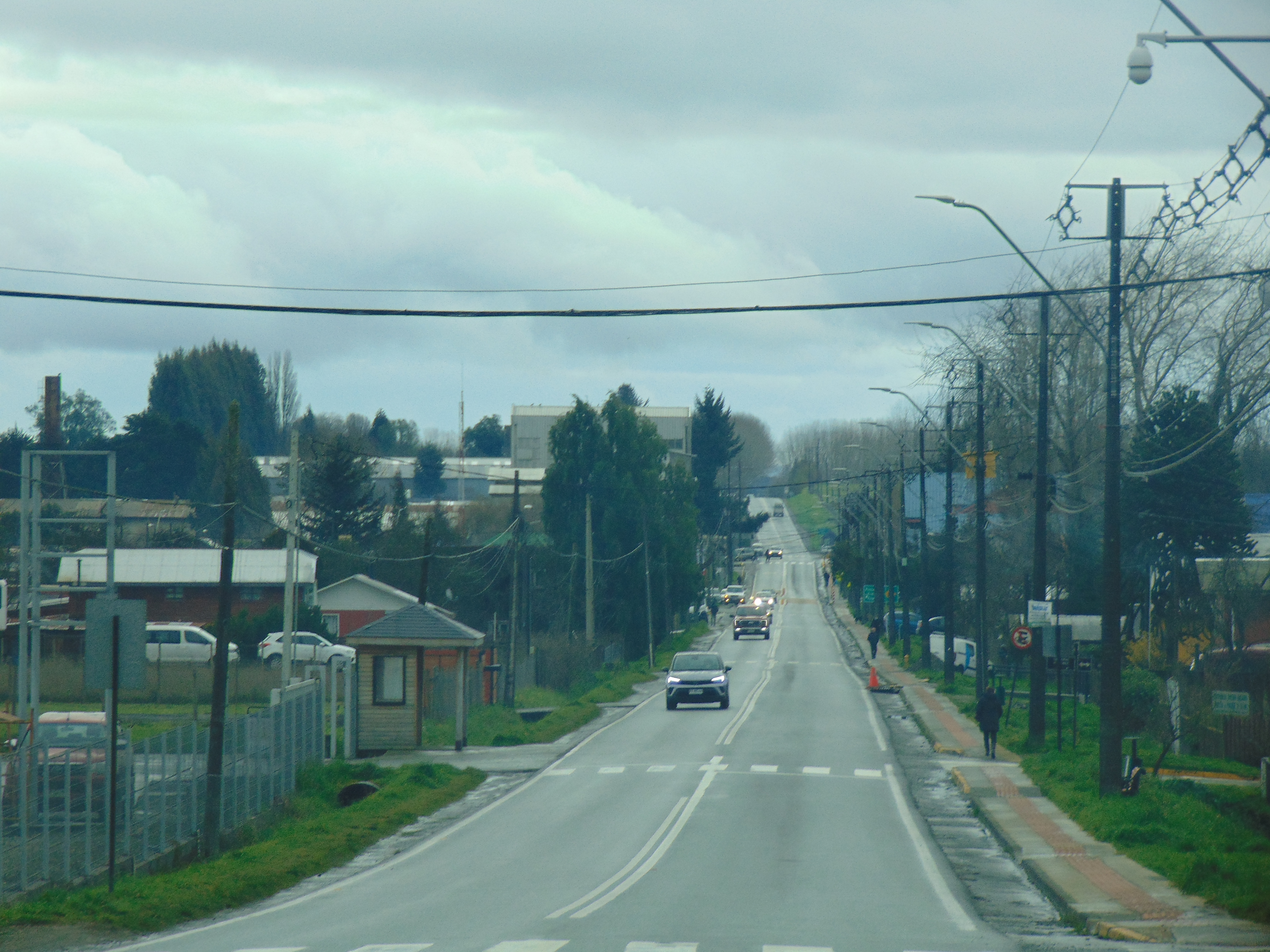
Nueva Braunau, 2021
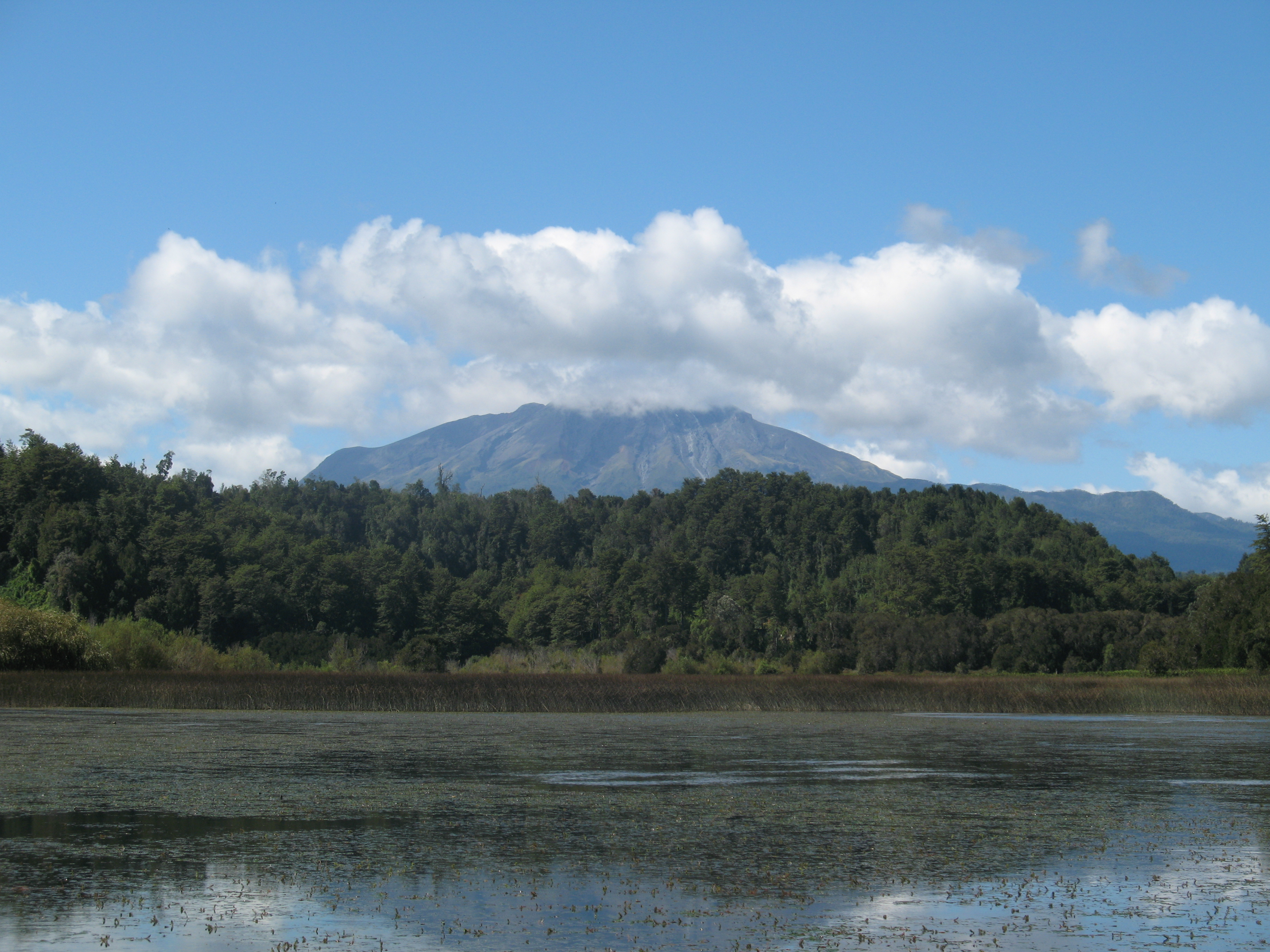
Laguna La Poza con El volcán Calbuco de fondo, 2009

## Administración

### Municipalidad
La Municipalidad de Puerto Varas es dirigida desde 2021 por el alcalde Tomás Gárate Silva (Ind.), mientras que el concejo municipal para el periodo 2024-2028 está conformado por los concejales:
- Antonio Horn Cruz (RN)
- Blanca Bongain Acevedo (REP)
- Juan Patricio Godoy (Ind./EVOP)
- Rodrigo Schnettler Weisser (DC)
- Tamara Rammsy Sánchez (Ind./PPD)
- Nicolás Yunge Jurgensen (Ind./REP)

### Representación parlamentaria
Puerto Varas forma parte de la circunscripción senatorial 8 y del distrito electoral 25. Es representada en la Cámara de Diputados del Congreso Nacional por los siguientes diputados:
- Daniel Lilayú Vivanco (UDI)
- Emilia Nuyado Ancapichún (PS)
- Héctor Alejandro Barría Angulo (DC)
- Harry Jürgensen Rundshagen (IND - Partido Republicano De Chile)

En el Senado, la representan:
- Iván Moreira Barros (UDI)
- Carlos Ignacio Kuschel Silva (RN)
- Fidel Espinoza Sandoval (PS)

## Economía

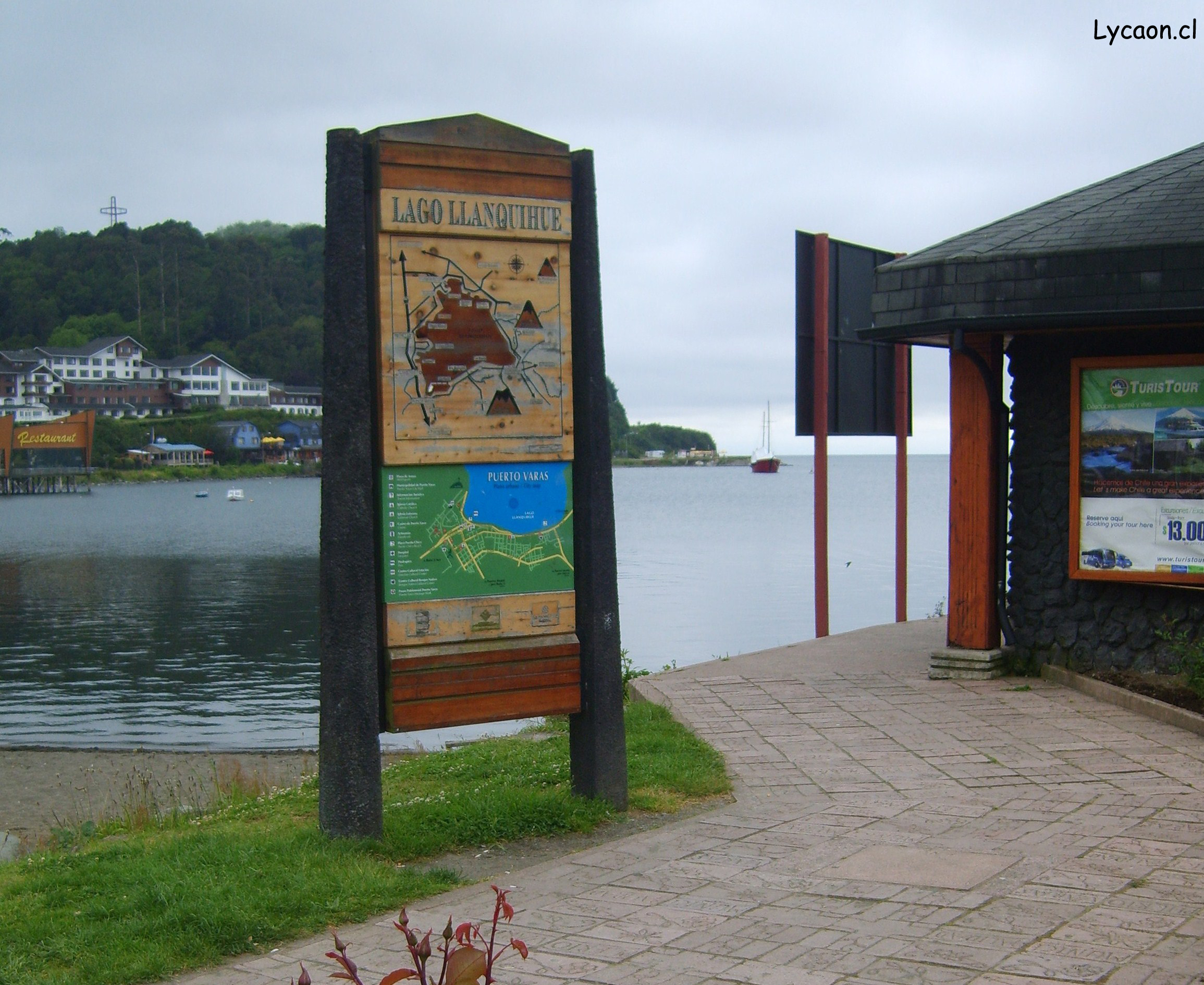
Centro de información turística en Puerto Varas

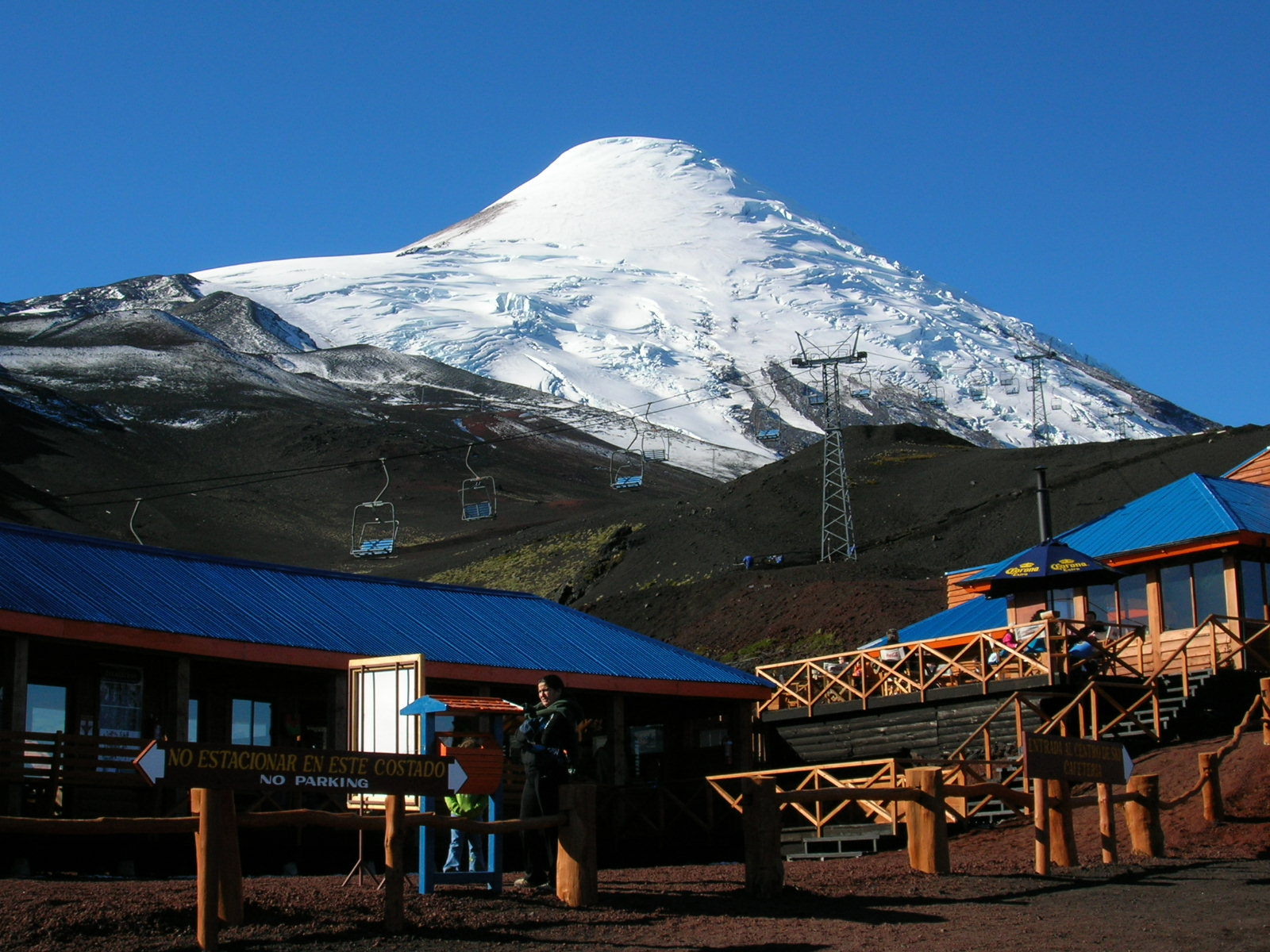
Centro de esquí en el volcán Osorno

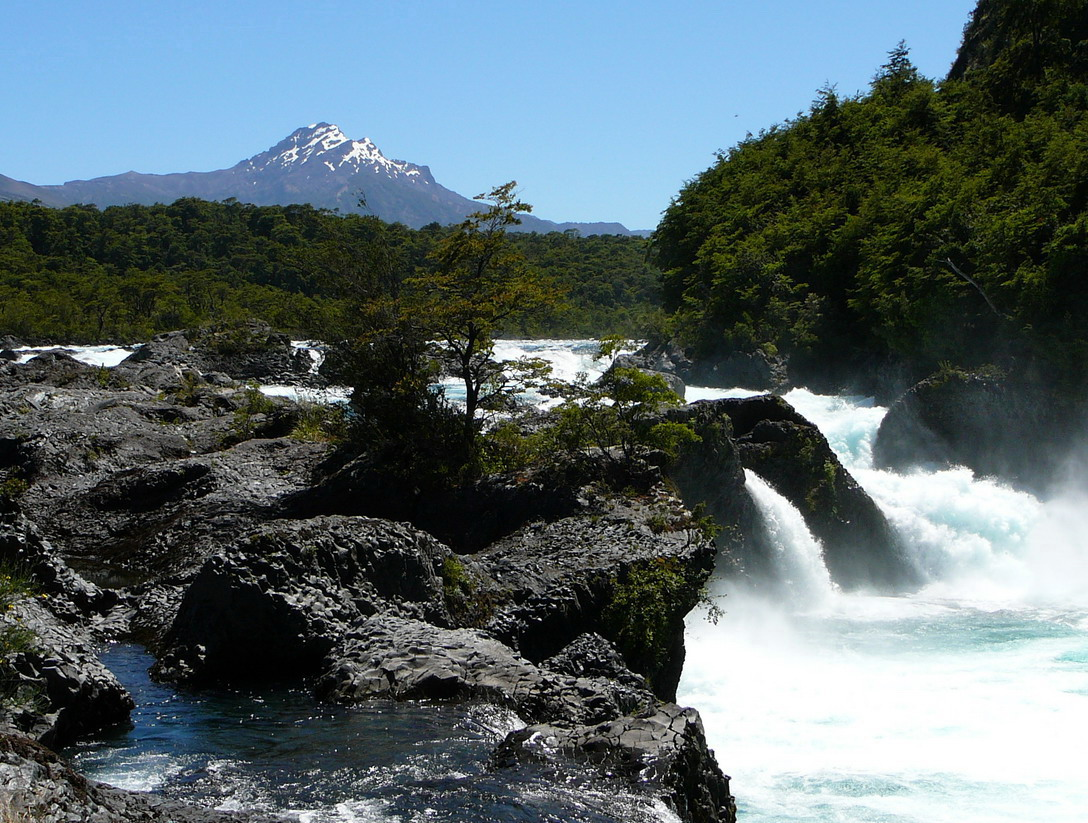
Los ríos de la comuna, como el Petrohué, resultan ideales para la pesca deportiva

La comuna es conocida como una de las más turísticas de la zona sur de Chile, por lo tanto, el turismo es una de sus principales actividades económicas.
En 2018, la cantidad de empresas registradas en Puerto Varas fue de 2.870. El Índice de Complejidad Económica (ECI) en el mismo año fue de 1,38, mientras que las actividades económicas con mayor índice de Ventaja Comparativa Revelada (RCA) fueron Construcción de Embarcaciones de Recreo y Deporte (172,46), Fabricación de Artículos de Cuchillería (155,08) y Reparación de Instrumentos y Aparatos para Medir, Verificar, Ensayar, Navegar y Otros Fines (87,86).

### Turismo

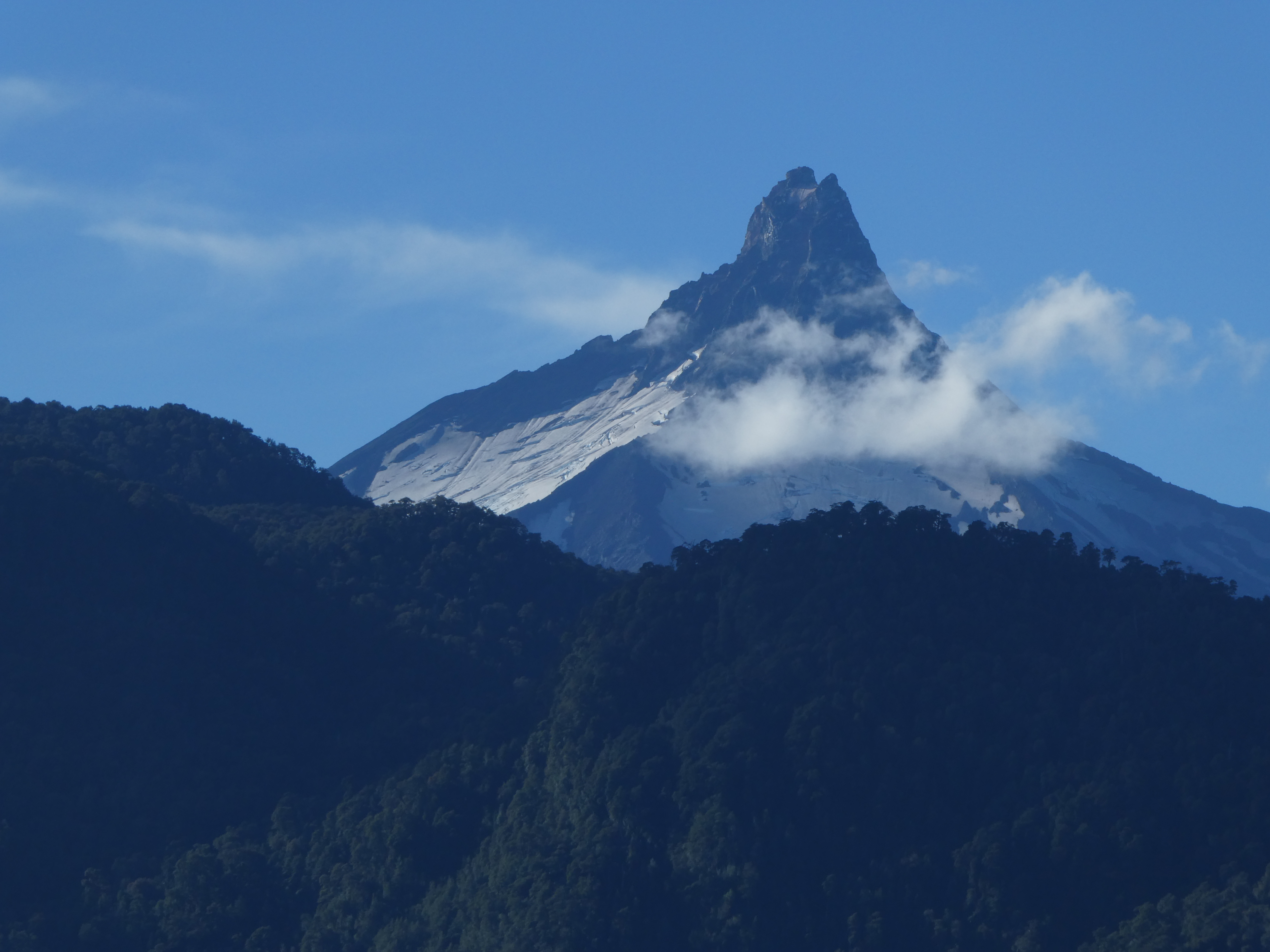
El volcán Puntiagudo.

Se puede acceder a Puerto Varas desde el paso internacional Peulla que lleva hacia Bariloche (Argentina) siguiendo una ruta que bordea el lago Llanquihue, los saltos del río Petrohué, las faldas del volcán Osorno y que atraviesa el lago Todos los Santos y el parque nacional Vicente Pérez Rosales. Esta travesía de los Andes combina tramos terrestres y lacustres, tanto en territorio chileno como argentino, y permite la visión de espectaculares paisajes naturales vírgenes, enmarcados por volcanes como el ya mencionado volcán Osorno, el volcán Calbuco, el volcán Puntiagudo y el cerro Tronador. Puerto Varas cuenta actualmente una veintena de hoteles de los cuales cuatro son de 5 estrellas, y otros varios de cuatro estrellas, contando además en la misma ciudad y sus alrededores con mucha oferta de Bed & breakfasts, lodges y cabañas de excelente nivel.
Puerto Varas destaca por los paisajes del entorno, además de las variadas excursiones y propuestas de actividades al aire libre, que incluyen desde una jornada de playa junto al lago en verano, hasta un recorrido por los parques nacionales. También ofrece diversas actividades al aire libre tales como fly fishing, senderismo, rafting, cabalgadas y ascensos a volcanes. La zona permite realizar actividades de invierno en el centro de esquí Volcán Osorno que cuenta con dos telesillas de última generación y dos medios de arrastre, servicios de cafetería y restaurante, entre otros. Para todas estas actividades se cuenta con guías locales, profesionales de experiencia. También la mezcla de cultura de la presencia alemana con la antigua cultura chilota generan un creciente interés por lo particular de las tradiciones y la belleza arquitectónica de la ciudad. Existe una oferta de alto nivel gastronómico que rescata la cultura y lo mejor de la comida chilena y local. Es un lugar que ofrece amplias posibilidades para turistas internacionales.
Además de su desarrollo turístico con complejos hoteleros de diversos tamaños, la ciudad cuenta con un casino de juegos,en la costanera frente al lago Llanquihue.

### Gastronomía
Puerto Varas es también conocida como «la Ciudad de las rosas», por la profusión de rosales plantados en sus calles. Su gastronomía se destaca por la repostería alemana, especialmente los kuchen (tarta), galletas, tortas, chocolates y mermeladas artesanales, y comidas tradicionales alemanas, que pueden encontrarse en muchos de los cafés, restaurantes y hoteles de la zona. También hay gastronomía asociada a las carnes del sur de Chile (vacuno, cordero, ciervo, jabalí, cerdo y otros), a las cecinas y cervezas hechas por descendientes de colonos alemanes, a los pescados y mariscos de la vecina ciudad de Puerto Montt, a los quesos sureños y a la industria del salmón que ha aportado un gran desarrollo a la región.
Esta zona del sur de Chile es también una gran productora de berries como frambuesas, arándanos, moras y otros, los que pueden comprarse en su estado natural o transformadas en artesanales mermeladas, conservas y licores, siguiendo tradicionales recetas germánicas. Una industria similar se ha desarrollado para ofrecer pescados ahumados —especialmente salmón— y variadas conservas de mariscos.

### Pesca deportiva
A 50 kilómetros de Puerto Varas se encuentra el río Petrohué, considerado uno de los mejores tanto a nivel nacional como internacional para la pesca deportiva dada la gran diversidad de especies y sus óptimas condiciones para la pesca de vadeo y flote. Cada año cientos de turistas nacionales y extranjeros visitan esta ciudad y el río Petrohué con el propósito de disfrutar esta experiencia.

## Servicios

### Salud
Puerto Varas contaba anteriormente con el antiguo y extinto Hospital San José, sin embargo hoy es la Clínica Puerto Varas. También la comuna tiene un consultorio en la localidad de Puerto Chico que se destruyó en 2016 y se hizo uno nuevo. 
El gobierno está planeando la primera fase de la construcción de un nuevo hospital para la ciudad.

### Educación
En Puerto Varas no hay universidades presentes. La Universidad de Puerto Varas funcionó entre los años 2002 y 2005, siendo absorbida por la Universidad San Sebastián, en su campus Puerto Montt.

### Bomberos
El Cuerpo de Bomberos de Puerto Varas fue fundado el 21 de enero de 1908. Consta de seis compañías entrenadas y organizadas para proteger la ciudad:
- Primera Compañía "Abnegación y Constancia".
- Segunda Compañía "Germania".
- Tercera Compañía "Eleuterio Ramírez".
- Quinta Compañía "Nueva Braunau".
- Sexta Compañía "Puerto Chico".
- Séptima Compañía "Vicente Pérez Rosales"

## Lugares de interés

### Arquitectura y estructura urbana
La ciudad de Puerto Varas, desde el año 1992, cuenta con una zona patrimonial, reconocida por el Estado de Chile. Esta zona especial reconoce los atributos ambientales del paisaje urbano compuesto en ese entonces, de una rica y variada arquitectura histórica cuyos orígenes se remontan al proceso de colonización alemana del lago Llanquihue, iniciado a mediados del siglo XIX. 
También hay edificios, en su mayoría de baja altura, que son parte de la arquitectura moderna de Puerto Varas, así como barrios residenciales de reciente formación que rodean al centro histórico. La fuerte demanda por nuevas viviendas está detrás del crecimiento inmobiliario que ha cambiado a gran parte de la ciudad en los últimos años.
En materia de sustentabilidad y arquitectura, destaca el Colegio Alemán de Puerto Varas, ya que el establecimiento cuenta con generación de energías renovables no convencionales con sistemas híbridos (eólicos y solares), y un sistema de calefacción geotérmico que permite reducir hasta en un 70 % el uso de petróleo diésel en su caldera.

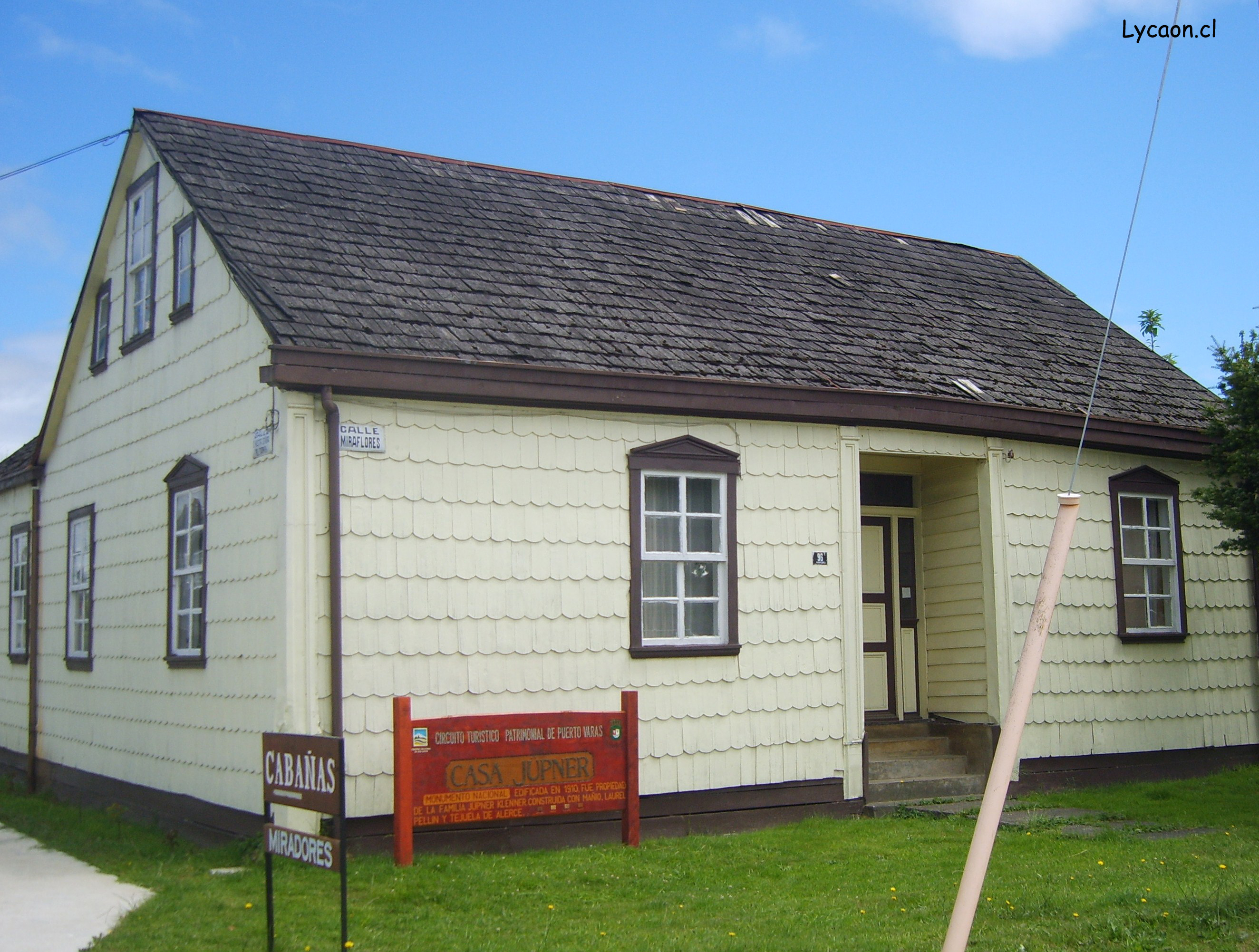
Casa Jüpner, cuyos ornamentos son identificables dentro de un lenguaje neoclásico.
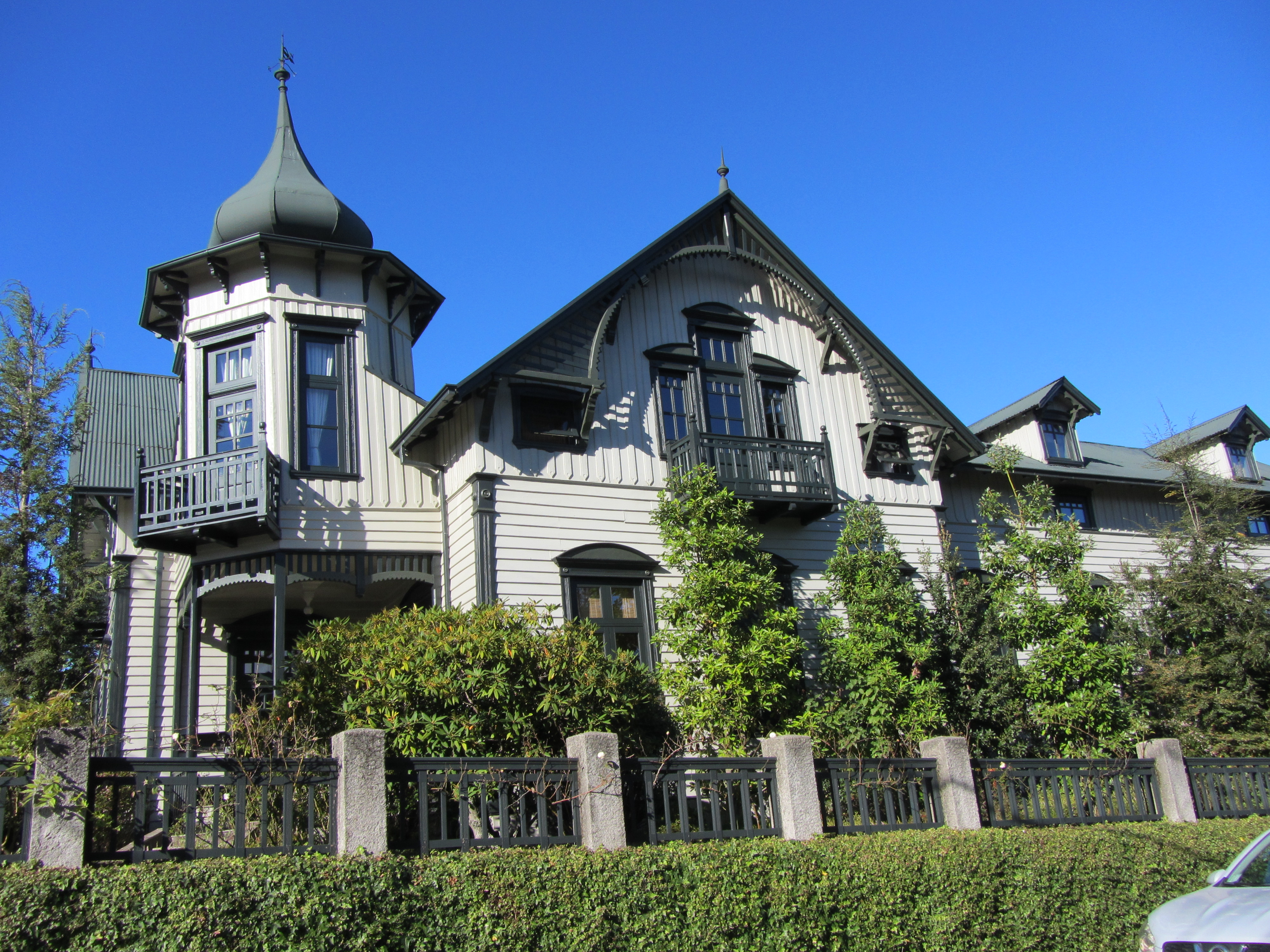
Casa Kuschel, sede de las oficinas en Puerto Varas del Parque Pumalín
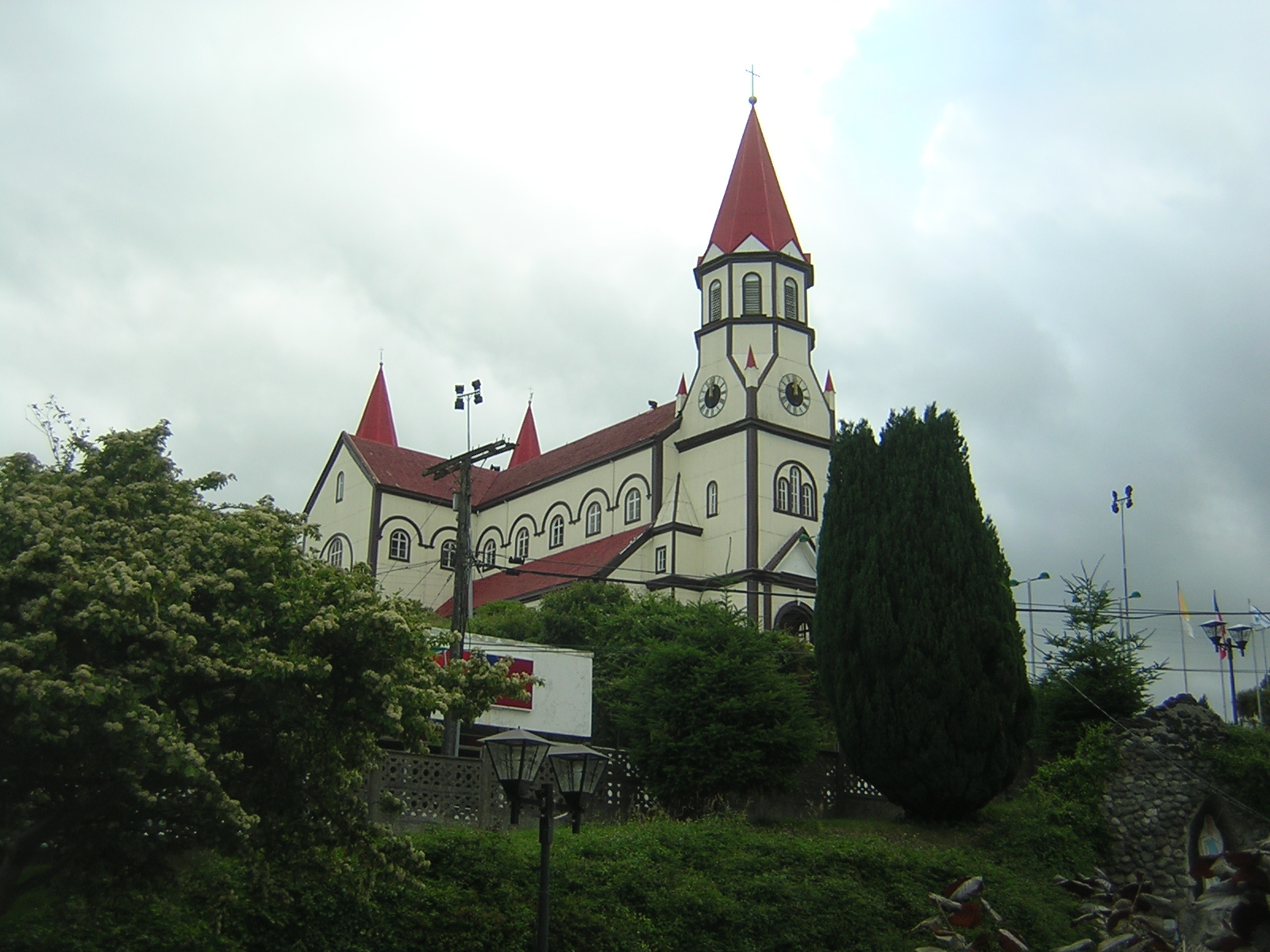
Parroquia del Sagrado Corazón de Jesús, de estilo neorrománico y barroco.

## Transporte

### Transporte terrestre

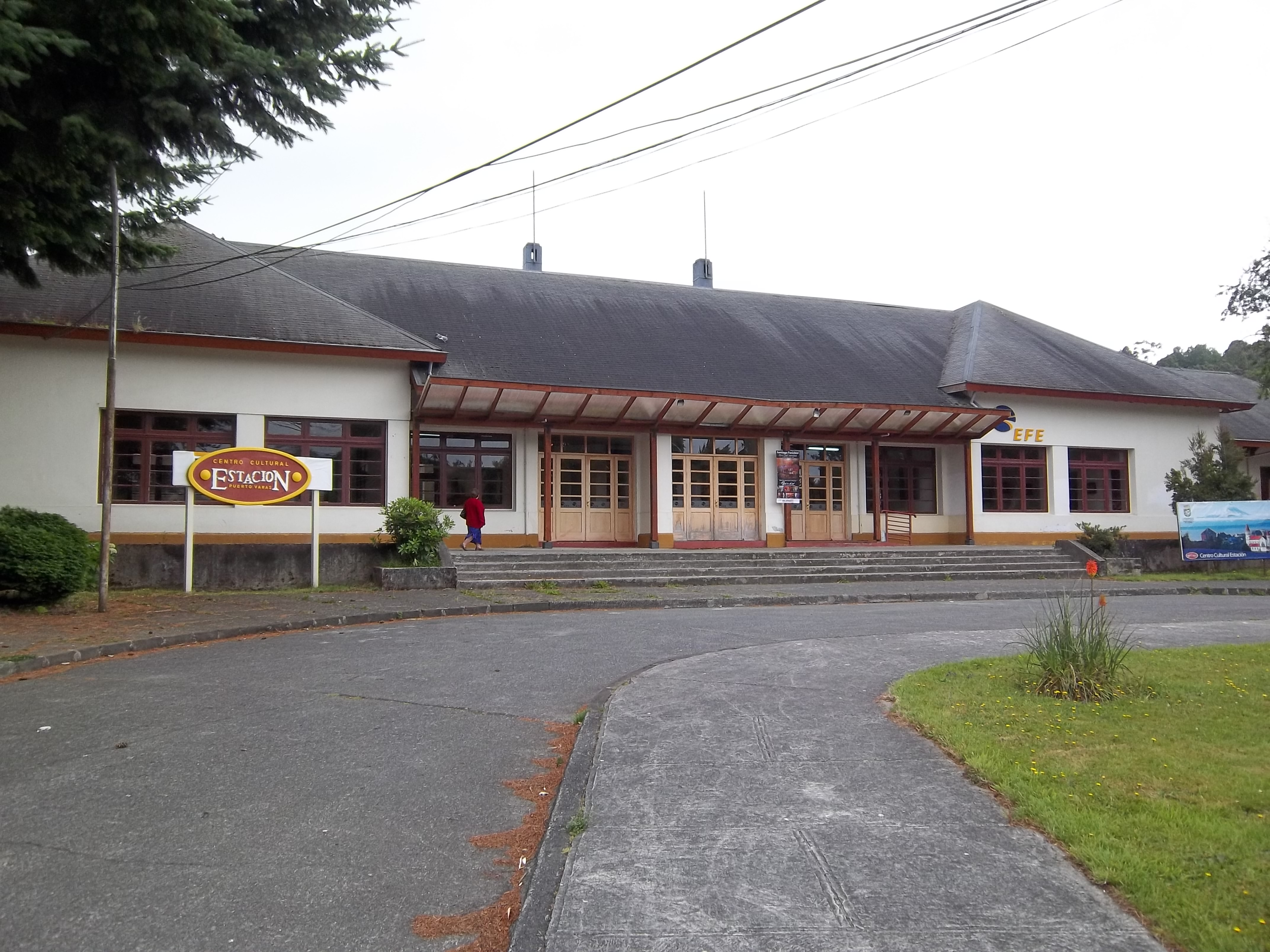
Frente del edificio de la estación ferroviaria Puerto Varas, 2011

La comuna mantiene una importante red de transporte lo que permite llegar vía terrestre a casi todas las comunas de la cuenca del lago Llanquihue, además de Puerto Montt. También Puerto Varas es el punto de conexión para viajar a Ensenada, Nueva Braunau, Saltos del Petrohué y Peulla. 
Respecto a recorridos interprovinciales, Turbus y Cruz del Sur cuentan con terminales propios, mientras existen agencias y paradas para otras empresas como Thaebus, Buses Fierro, Pullman Bus, Andesmar y Bus Norte. 
La comuna cuenta con la estación Puerto Varas, la cual desde abril de 2025 se encuentra en servicio con el recorrido Tren Llanquihue-Puerto Montt que conecta Puerto Varas con Puerto Montt, Alerce y Llanquihue.

### Transporte aéreo
Puerto Varas también posee infraestructura aérea con el Aeródromo El Mirador, con una pista asfaltada de una de longitud de 780 m, que da servicio a avionetas del Club Aéreo de Puerto Varas y otras aeronaves.
Survip.cl ofrece traslados desde Puerto Varas a cualquier punto de la Región de los Lagos, al aeropuerto El Tepual, Frutillar.

## Medios de comunicación

### Prensa escrita
El diario de circulación en toda la provincia es El Llanquihue, fundado el 12 de febrero de 1885. Además, Puerto Varas posee un diario local llamado El Heraldo Austral, de distribución en kioscos de la comuna y de localidades o ciudades vecinas como Nueva Braunau, Ensenada, Llanquihue, Frutillar y Fresia.
Por otra parte, Revista Ya Puerto Varas, fundada el 11 de marzo de 2015. Es uno de los medios de difusión independiente de distribución gratuita que reúne contenido de valor de temas como ser emprendimiento, cultura, sustentabilidad, turismo, gastronomía y patrimonio.

### Radioemisoras
En el dial FM, se transmiten dentro de la comuna las siguientes radios:
FM
- 88.5 MHz - ADN Radio Chile
- 88.9 MHz - Radio Bío-Bío (Repetidora)
- 90.1 MHz - Radio Cooperativa (Red los lagos)
- 91.3 MHz - Radio Infinita
- 93.9 MHz - Radio Armonía (Frutillar)
- 94.1 MHz - Patagonia Radio TV
- 94.3 MHz - Radio La Sabrosita
- 95.3 MHz - Frecuencia Rock
- 95.9 MHz - La Llave (Local)
- 96.9 MHz - Radio Agricultura
- 97.3 MHz - Radio Tropical Stereo (Repetidora)
- 97.7 MHz - Radio Gratíssima (Local)
- 98.3 MHz - Digital FM (Puerto Montt)
- 100.9 MHz - Colonia (Llanquihue)
- 102.3 MHz - El Conquistador FM (Repetidora)
- 103.1 MHz - Radio Armonía (Puerto Montt)
- 104.9 MHz - Nuevo Amanecer (Llanquihue)
- 106.3 MHz - Dulce FM
- 107.1 MHz - Radio Turismo
- 107.5 MHz - Radio Nueva Branau
- 107.9 MHz - Integración

### Televisión

#### TDT
- 2.1 - Mega HD
- 2.2 - Mega 2
- 2.31 - Mega One Seg
- 13.1 - Canal 13 HD
- 13.2 - T13 En Vivo
- 13.31 - Canal 13 One Seg
- 49.1 - Vértice TV
- 49.31 - Vértice TV One Seg

#### Por cable
- 12 - Vértice TV (VTR)

## Deportes

### Baloncesto
El baloncesto es el deporte que más convocatoria tiene en la ciudad ha sido representado por el Club de Deportes Provincial Llanquihue hasta su desaparición, siendo dos veces campeón de la extinta liga Dimayor. 
Actualmente el Club Deportivo Social y Cultural Puerto Varas representa a la ciudad en diferentes competencias a nivel nacional en series menores y a nivel profesional en la Liga Saesa. Para disputar sus partidos de local utiliza el gimnasio fiscal de calle San Francisco con capacidad para 1200 espectadores, y en otras oportunidades ha utilizado el Coliseo Municipal en Puerto Chico, que tiene capacidad para 1000 personas, 
El Club Deportivo Colegio Alemán de Puerto Varas milita en la segunda división de Liga Saesa y disputa sus partidos en el gimnasio del colegio, ubicado en camino a Ensenada.

### Fútbol
- Club Deportivo Juan Costa.
- Selección de fútbol amateur de Puerto Varas

### Rugby
- Jabalíes de Puerto Varas

## Ciudades hermanas
- San Carlos de Bariloche (Argentina)[41]
- Gramado (Brasil)[42]
- Maldonado (Uruguay)[43]
- Abbottabad (Pakistán)[43]
- Río de Janeiro (Brasil)[44]